# Biserica ortodoxă Înălțarea Domnului din Cernăuți
Biserica ortodoxă Înălțarea Domnului este un lăcat de cult ortodox din orașul Cernăuți, în Ucraina. În 2024, era singurul lăcaș de cult din oraș în care slujbele se țineau integral în limba română.

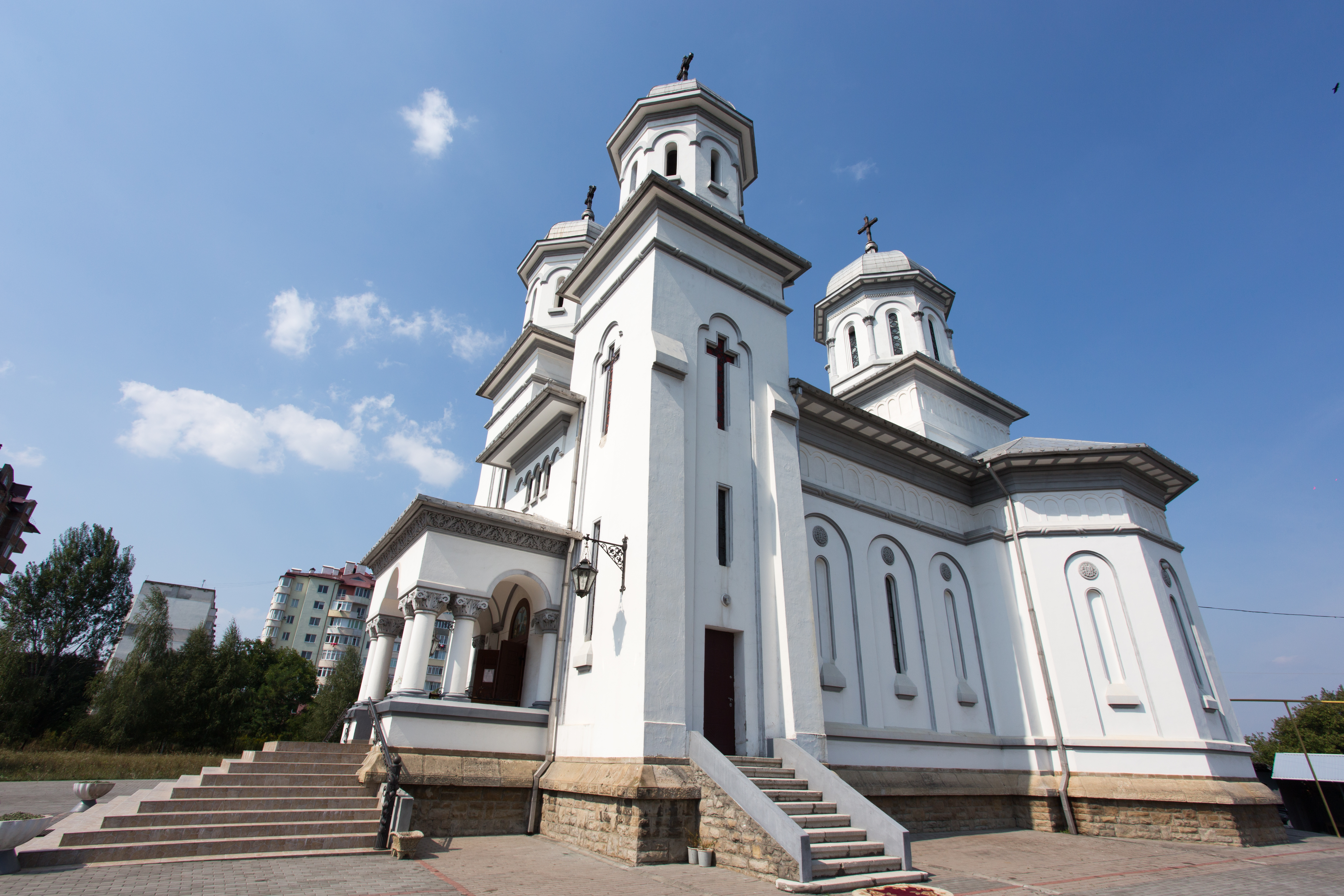
Biserica Înălțarea Domnului în 2015

Biserica a fost construită în 1938 și sfințită de Mitropolitul Visarion Puiu. Aceasta a fost renovată în 2024, cu fonduri de la Departamentul pentru Românii de Pretutindeni.